# Nikołaj Podgorny
Nikołaj Wiktorowicz Podgorny (ros. Николай Викторович Подгорный, ur. 5 lutego?/18 lutego 1903 w Karliwce koło Połtawy, zm. 11 stycznia 1983 w Moskwie) – radziecki polityk. W latach 1966–1977 członek Biura Politycznego Komitetu Centralnego KPZR i przewodniczący Prezydium Rady Najwyższej ZSRR. W 1971 reprezentował ZSRR na obchodach 2500-lecia Cesarstwa Perskiego, które były jednym z największych w historii zgromadzeń koronowanych głów i przywódców z całego świata.

## Życiorys
W latach 1921–1923 sekretarz rejonowego komitetu Komsomołu w rodzinnej miejscowości, a w latach 1926–1931 studiował w Kijowskim Instytucie Technologicznym Przemysłu Spożywczego, 1930 wstąpił do WKP(b). Był kolejno inżynierem, zastępcą głównego inżyniera i głównym inżynierem fabryk cukru w obwodach winnickim i kamieniecko-podolskim. W latach 1939–1940 zastępca ludowego komisarza przemysłu spożywczego Ukraińskiej SRR, 1940–1942 – zastępca ludowego komisarza przemysłu spożywczego ZSRR, 1942–1944 – dyrektor Moskiewskiego Instytutu Technologicznego Przemysłu Spożywczego, 1944–1946 – ponownie zastępca ludowego komisarza przemysłu spożywczego Ukraińskiej SRR. W latach 1946–1950 stały przedstawiciel Rady Ministrów Ukraińskiej SRR przy Radzie Ministrów ZSRR, od kwietnia 1950 do sierpnia 1953 I sekretarz Komitetu Obwodowego Komunistycznej Partii Ukrainy w Charkowie, od 27 września 1952 do 15 marca 1966 członek KC KP(b)U/KPU, równocześnie od 27 września 1952 do 17 sierpnia 1953 zastępca członka Biura Politycznego KC KP(b)U/KPU. Od 14 października 1952 do 14 lutego 1956 członek Centralnej Komisji Rewizyjnej KPZR, od 17 sierpnia 1953 do 26 grudnia 1957 II sekretarz KC KPU, równocześnie członek Biura Politycznego KC KPU (do 2 lipca 1963), od 25 lutego 1956 do 23 lutego 1981 członek KC KPZR. Od 26 grudnia 1957 do 2 lipca 1963 I sekretarz KC KPU, od 18 czerwca 1958 do 4 maja 1960 zastępca członka, a od 4 maja 1960 do 29 marca 1966 członek Prezydium KC KPZR. Od 22 czerwca 1963 do 6 grudnia 1965 sekretarz KC KPZR, od 8 kwietnia 1966 do 24 maja 1977 członek Biura Politycznego KC KPZR, od czerwca 1977 na emeryturze.
W 1975 otrzymał Wielką Wstęgę Orderu Zasługi Polskiej Rzeczypospolitej Ludowej.